# Muhumusa
Muhumusa, morte en 1945, est une rebelle anticolonialiste de l'Afrique de l'Est, qui s'appuyait sur le culte Nyabingi au Rwanda et en Ouganda. 

## Éléments biographiques
Elle a été présentée quelquefois comme une des veuves du roi du Rwanda Kigeli IV qui se serait réfugiée en Ouganda après la mort de ce roi en 1895, mais aussi comme une médium. Au début du   XXe siècle, elle organise et anime une résistance  contre les armées coloniales allemandes au Rwanda. Elle est arrêtée en 1908 par ces forces allemandes et libérée en 1911. Se disant possédée par l'esprit de la déesse africaine légendaire Nyahbingi, aidée par les populations initiées à ce culte Nyahbinghi, elle mène ensuite la rébellion contre les Britanniques. Ceux-ci s'appuient sur les lois contre la sorcellerie datant de 1562, du début du règne d'Élisabeth Ire d'Angleterre, les Witchcraft Acts, comme base légale pour la pourchasser. Elle est finalement arrêtée par ces forces britanniques à Kampala, en Ouganda, en 1913, emprisonnée, et meurt, enfermée, en 1945,,,. 
Une photographie de Muhumusa a été prise au début du XXe siècle par un officier des forces coloniales allemandes, Max Weiß (de). Selon les informations données par cet officier sur la façon dont il a obtenu cette photographie, Muhumusa a d'abord refusée d'être photographiée. Après négociation, Max Weiß a obtenu que le « ministre » de Mumuhusa (selon ses termes) lève suffisamment le voile cachant des regards Muhumusa, installée dans un palanquin, mais seulement après avoir éloigné les autres personnes présentes.